# Thurston Dart
Robert Thurston Dart (ur. 3 września 1921 w Londynie, zm. 6 marca 1971 tamże) – brytyjski klawesynista i muzykolog.

## Życiorys
W latach 1938–1939 uczył się w Royal College of Music w Londynie. Studiował matematykę na University of Exeter, w 1943 roku uzyskując tytuł Bachelor of Science, następnie odbył służbę wojskową w RAF. W semestrze 1945/1946 był studentem Charlesa Van den Borrena w Brukseli, ucząc się gry na historycznych instrumentach klawiszowych. W zakresie muzykologii był autodydaktą. W 1947 roku otrzymał stanowisko docenta na University of Cambridge, od 1962 roku zatrudniony był tamże na stanowisku profesora. Od 1964 roku wykładał na King’s College London. 
Grał na wirginale, klawesynie i organach, zajmował się też badaniami źródłowymi, publicystyką i edytorstwem. Jego zainteresowania badawcze koncentrowały się wokół muzyki renesansu i baroku. Wydał kompozycje m.in. Thomasa Morleya, Henry’ego Purcella i John Bulla. Był redaktorem „The Galpin Society Journal” (1948–1958) i sekretarzem wydania źródłowego „Musica Britannica” (1949–1964). W latach 1955–1959 prowadził orkiestrę kameralną Philomusica of London. Był autorem pracy The Interpretation of Music (Londyn 1954, 5. wydanie 1984).